# Terhornsterpoelen

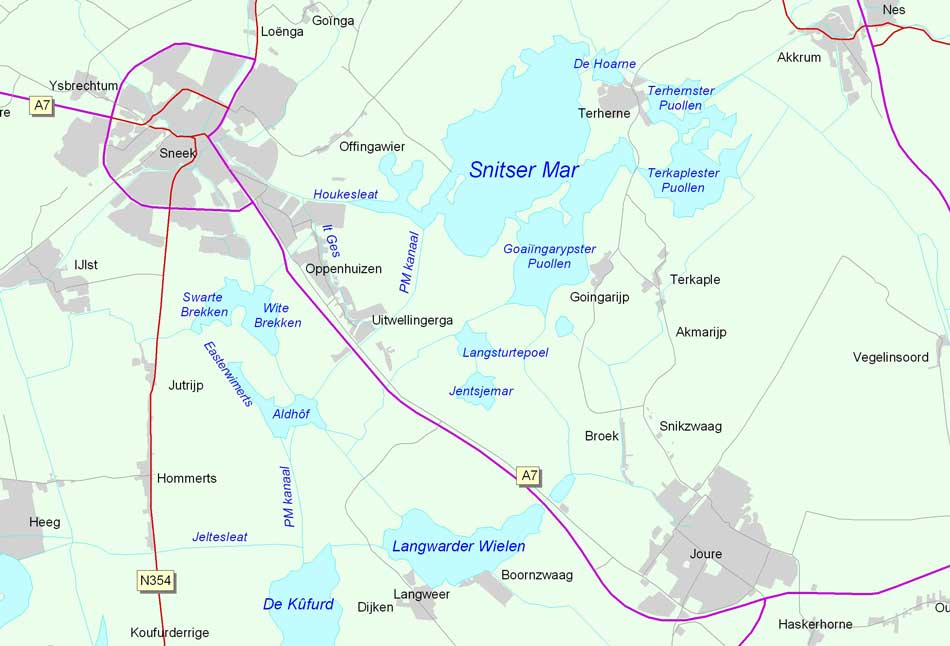
Kaartje met de officiële waternamen tussen Sneek, Joure en Akkrum

De Terhornsterpoelen (Fries en officieel: Terhernster Puollen) is een meer in de Friese gemeenten De Friese Meren.

## Beschrijving
De Terhornsterpoelen staan in verbinding met de Terkaplesterpoelen. Via het Kruiswater (Terhorne) en de Meinesloot is er verbinding met o.a. Akkrum en Heerenveen, via de Nieuwe Zandsloot is er verbinding met het Terhornstermeer en het Prinses Margrietkanaal. Het meer heeft zijn naam ontleend aan het naast gelegen dorp Terhorne. Het eiland Grootzand is 'omgedoopt' tot het Kameleon-eiland van Kameleondorp.
Het meer maakt deels deel uit van het Natura 2000-gebied Sneekermeergebied.